# Nematus leucotrochus
Nematus leucotrochus är en stekelart som beskrevs av Hartig 1837. Nematus leucotrochus ingår i släktet Nematus, och familjen bladsteklar. Arten är reproducerande i Sverige.